# Virgília
A Virgília a latin Virgilius, Vergilius (magyarul Virgil) férfinév női párja.

## Gyakorisága
Az 1990-es években szórványos név, a 2000-es években nem szerepel a 100 leggyakoribb női név között.

## Névnapok
- március 5.[2]
- november 27.[2]